# Steganacarus carlosi
Steganacarus carlosi är en kvalsterart som beskrevs av Wojciech Niedbała 1984. Steganacarus carlosi ingår i släktet Steganacarus och familjen Phthiracaridae. Inga underarter finns listade i Catalogue of Life.